# Homosexualität in Malaysia

Malaysia

Homosexualität ist in Malaysia strafbar, wird aber in der Öffentlichkeit und in den Medien in zunehmendem Maße thematisiert. Gegenwärtig steht hierbei die politische Debatte um den Oppositionspolitiker Anwar Ibrahim im Mittelpunkt.

## Gesetzliche Situation
Im Gegensatz zu den meisten anderen benachbarten südostasiatischen Staaten ist in Malaysia Homosexualität strafbar. Nach Section 377 des malaysischen Strafgesetzbuches werden homosexuelle Handlungen bestraft. Auch einvernehmliche homosexuelle Handlungen zwischen Erwachsenen können mit bis zu 20 Jahren Gefängnis und Stockschlägen bestraft werden. Eine Strafverfolgung erfolgt jedoch nur, wenn Anzeige erstattet wird.
Aufgrund der Strafbarkeit bestehen in Malaysia keine Antidiskriminierungsvorschriften zum Schutz der sexuellen Orientierung. Seit 1994 wird der öffentliche Auftritt von LGBT-Personen gesetzlich in den staatlich kontrollierten Medien verboten. 2006 erklärte der Admiral Mohd Anwar Mohd Nor, dass LGBT-Personen nicht im Militär zugelassen seien. 2007 äußerte der Premierminister Mahathir bin Mohamad, dass LGBT-Personen im islamisch geprägten Malaysia keine öffentlichen Ämter bekleiden dürften. Er diffamierte in diesem Zusammenhang den malaysischen Oppositionspolitiker Anwar Ibrahim.
In den Bundesstaaten Penang und Malacca sollen die Gesetze drastisch verschärft werden: Homosexuelle, Bisexuelle und Transsexuelle sollen dort künftig nicht nur nach Paragraf 377 des Strafgesetzbuches bestraft werden. Ihnen droht zusätzlich die Scharia, das islamische Recht. Selbst heterosexuelle "inaktive Unterstützer", die für die Rechte von Schwulen und Lesben eintreten, sollen in Malaysia künftig bestraft werden können.
Staatlicherseits werden gleichgeschlechtliche Paare infolge der Illegalität nicht anerkannt. Lebenspartnerschaften oder gleichgeschlechtliche Ehen sind daher nicht vorhanden.

## Gesellschaftliche Situation
Homosexualität ist in Malaysia gegenwärtig ein in den Medien und in der Öffentlichkeit stark diskutiertes Thema und ist infolge der Kampagnen gegen den mit Wan Azizah Wan Ismail verheirateten Politiker und ehemaligen stellvertretenden Ministerpräsidenten Anwar Ibrahim ein Politikum. Im Zentrum der Auseinandersetzung steht hierbei Ibrahim, der aufgrund angeblicher homosexueller Handlungen zu einer Haftstrafe verurteilt wurde. Nach frühzeitiger Haftentlassung und Aufhebung des Urteils ist Ibrahim erneut politisch tätig und wurde Ende August 2008 als Abgeordneter in das malaysische Parlament gewählt. Ibrahim hat Einspruch gegen die Illegalität von Homosexualität erhoben.
Die Tochter des ehemaligen Ministerpräsidenten Mahathir Mohamad, Marina Mahathir, rief im Oktober 1998 zu einem Ende der Diskriminierung auf Grund der sexuellen Orientierung auf. Infolge dieser innenpolitischen Machtkämpfe in Malaysia ist das Thema Homosexualität höchst emotionalisiert. Eine homosexuelle Community ist infolge der Illegalität kaum vorhanden. Das Leben von LGBT-Personen ist in den Untergrund abgedrängt und findet weitgehend versteckt statt.
Die Situation Homosexueller in Malaysia hat sich in den vergangenen Jahren zunehmend verschlechtert. Im November 2011 verbot die Regierung das schwul-lesbische Festival Seksualiti Merdeka (dt.: „Sexuelle Freiheit“), das seit 2008 jährlich in Kuala Lumpur rund 1500 Teilnehmer angelockt hatte. Begründung für das Verbot: Die Veranstaltung bedrohe die nationale Sicherheit.
Im Januar 2012 sprach das Oberste Gericht in der Hauptstadt Kuala Lumpur Anwar Ibrahim endgültig frei. Der erhoffte Aufbruch für Lesben, Schwule, Bisexuelle, Transgender und Intersexuelle wurde jedoch bereits am 1. März 2012 massiv gedämpft: Das Oberste Gericht durfte das Polizeiverbot des Festivals Seksualiti Merdeka gar nicht erst überprüfen, da „die gerichtliche Überprüfung von Entscheidungen der Polizei das Land destabilisieren würde“.
Im Februar 2015 wurde der malaysische Oppositionsführer Anwar Ibrahim endgültig wegen eines angeblichen homosexuellen Verhältnisses mit einem Mitarbeiter zu fünf Jahren Haft verurteilt. Anwar selbst und Menschenrechtsorganisationen wie Amnesty International und Human Rights Watch kritisierten das Verfahren als politisch motiviert.
Im August 2018 wurde ein lesbisches Paar zu Stockschlägen und einer Geldstrafe verurteilt.